# 1983 na arte

## Eventos
- 6 de Maio - Inaugurada a XVII Exposição Europeia de Arte Ciência e Cultura, em Lisboa.
- Salvador Dalí conclui o seu último quadro, The Swallow's Tail
- Criação do Museu de Cerâmica em Caldas da Rainha, Portugal.

## Nascimentos
| Data           | Nome              | Profissão | Nacionalidade | Observações | Ref |
| -------------- | ----------------- | --------- | ------------- | ----------- | --- |
| 2 de fevereiro | Jérémie Iordanoff | pintor    | França        |             |     |

## Mortes
| Data           | Nome                          | Profissão                                   | Nacionalidade  | Observações | Ref |
| -------------- | ----------------------------- | ------------------------------------------- | -------------- | ----------- | --- |
| 3 de março     | Hergé                         | autor de banda desenhada                    | Bélgica        | n. 1907     |     |
| 11 de abril    | Leopoldo Gotuzzo              | pintor                                      | Brasil         | n. 1877     |     |
| 1 de julho     | Buckminster Fuller            | arquitecto, designer, inventor e escritor   | Estados Unidos | n. 1895     |     |
| 24 de julho    | Lelio Coluccini               | escultor                                    | Itália         | n. 1910     |     |
| 25 de julho    | Edmundo Migliaccio            | pintor                                      | Brasil         | n. 1903     |     |
| 29 de agosto   | António Amadeu Conceição Cruz | pintor e escultor                           | Portugal       | n. 1907     |     |
| 14 de setembro | Carlos Augusto Ramos          | pintor                                      | Portugal       | n. 1912     |     |
| 1 de dezembro  | Francesco Antonio Gallotti    | pintor e escultor                           | Itália         | n. 1916     |     |
| 25 de dezembro | Joan Miró                     | escultor e pintor                           | Espanha        | n. 1893     |     |
| ??             | Sarah Afonso                  | pintora e ilustradora                       | Portugal       | n. 1899     |     |
| ??             | Colin Middleton               | pintor                                      | Irlanda        | n. 1910     |     |
| ??             | Carlos Leão                   | arquiteto, pintor, aquarelista e desenhista | Brasil         | n. 1906     |     |
| ??             | Marianne Brandt               | pintora e designer                          | Alemanha       | n. 1893     |     |

## Prémios
- Prémio Príncipe das Astúrias das Artes - Eusebio Sempere[2]
- Prémio Pritzker - Ieoh Ming Pei[3]